# Лутай, Николай Владимирович
Николай Владимирович Лута́й (3 (16) декабря 1911, Таганрог — 9 февраля 1994, там же) — советский промышленный деятель. Герой Социалистического Труда. Лауреат Ленинской премии и Сталинской премии третьей степени.

## Биография
Николай Лутай родился 3 (16) декабря 1911 года в Таганроге в семье железнодорожника.
Окончил семь классов школы (1926) и школу ФЗУ (1929), после чего работал помощником машиниста на железной дороге. После полученной тяжёлой производственной травмы работу там продолжать не мог и в 1929 году пошёл работать на Таганрогский инструментальный завод, был токарем-станочником, затем мастером. Окончил курсы по рационализации и изобретательству.
В 1932—1935 годах проходил службу в РККА. Демобилизовавшись, работал в мотоциклетном цеху того же завода, прошёл путь до заместителя начальника цеха.
Учился в Ленинградской промакадемии и на заочном отделении ЛПИ имени М. И. Калинина.
В годы Великой Отечественной войны вместе с заводом уехал в эвакуацию в Новосибирск, где возглавил механический цех завода. Активно участвовал в выполнении фронтовых заказов. В 1943 году вернулся в Таганрог и участвовал в восстановлении завода, который уже в феврале 1944 года выдал первую продукцию. С того же года — главный инженер завода. Под руководством Лутая было проведено массовое техническое перевооружение завода с военной продукции на сельскохозяйственное оборудование — культиваторы и жатки-лобогрейки. В 1947 году завод освоил производство самоходного комбайна «С-4», а в 1956 году — «СК-3». В 1948 году завод был преобразован в Таганрогский комбайновый завод.

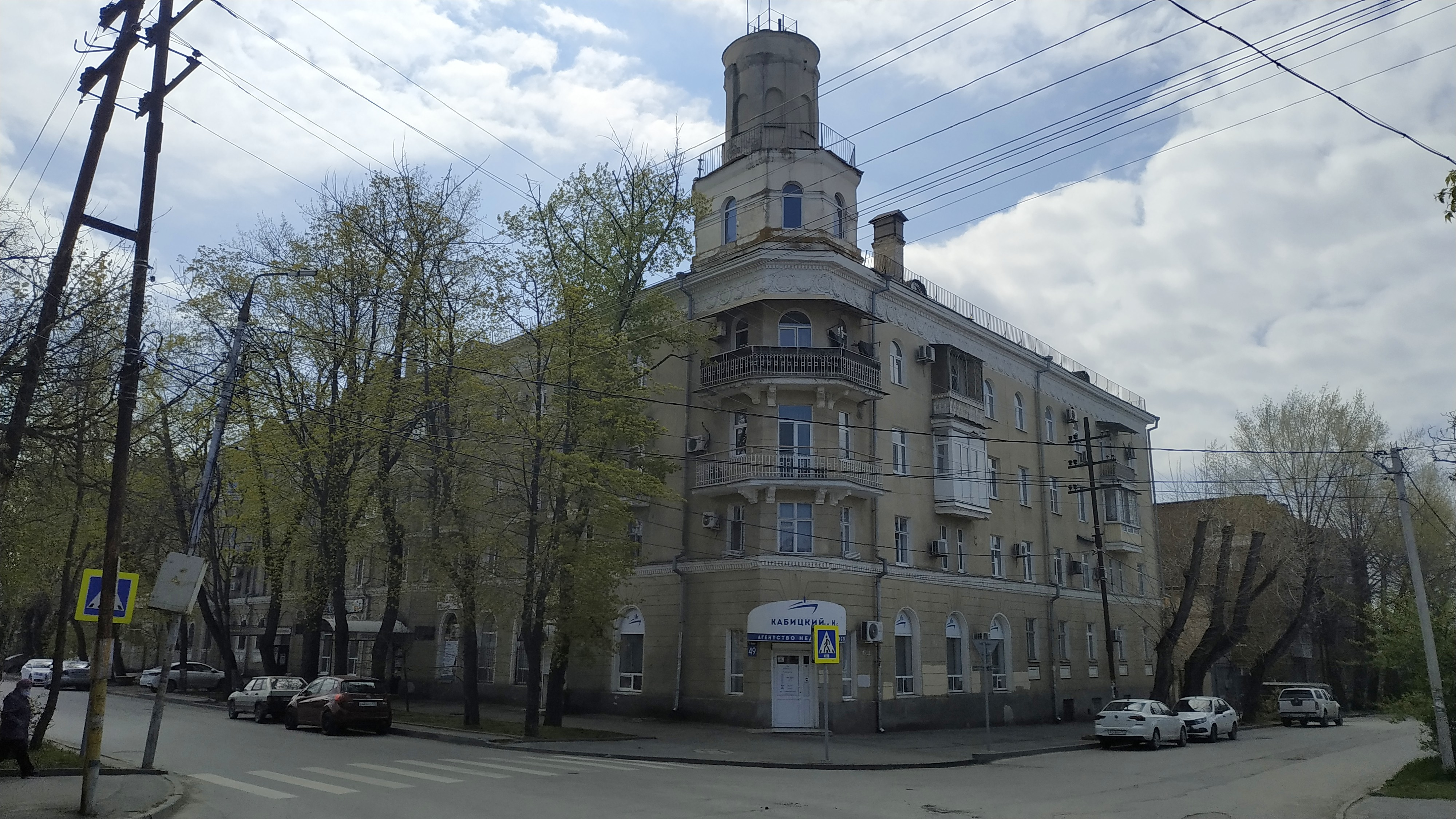
Дом в Таганроге, где жил Н. В. Лутай

С декабря 1961 года Лутай был директором Таганрогского комбайнового завода. Под его руководством завод выпустил новую модификацию «СК-3», производительность которого на 25 % превышала производительность предшественника, а также самоходное шасси «Таганрожец» (1965), комбайн СК-6 «Колос», различные модели жаток и мостов для комбайнов других производителей.
В 1975 году Н. В. Лутай был снят с должности директора завода за то, что отказался наращивать объёмы выпускаемой продукции за счёт использования труда так называемых «химиков», людей, условно освобождённых из ИТУ с направлением на стройки народного хозяйства. Н. В. Лутай понимал, что это решение высшего руководства неизбежно приведёт к снижению качества продукции завода.
Занимался общественной деятельностью. Был депутатом ВС СССР 7-го созыва (1966—1970), делегатом XIII съезда профсоюзов СССР, делегатом XXIII съезда КПСС.
Выйдя на пенсию, Лутай работал главным специалистом отдела специализации и перспективного планирования отрасли института «Гипрокомбайнпром».
Умер 9 февраля 1994 года, похоронен на Николаевском кладбище в Таганроге.

## Награды и звания
- Сталинская премия третьей степени (1951) — за организацию автоматизированного производства штампованных приводных крючковых цепей
- Ленинская премия (1964) — за создание конструкции зерноуборочного комбайна «СК-4» и организацию массового производства на специализированных заводах Таганрогском комбайновом и «Ростсельмаш»
- Указом Президиума ВС СССР от 5 апреля 1971 года за «особые заслуги в выполнении пятилетнего плана по развитию тракторного и сельскохозяйственного машиностроения и достижения высоких производственных показателей» Николай Лутай был удостоен высокого звания Героя Социалистического Труда с вручением ордена Ленина и медали «Серп и Молот»
- два ордена Ленина
- орден Трудового Красного Знамени
- орден Красной Звезды
- медали
- Почётный гражданин Таганрога (1981)

## Память

Мемориальная доска на доме, где жил Н. В. Лутай

В 2006 году на доме по ул. Чехова, 49 («Профессорский дом»), где жил Н. В. Лутай, была открыта мемориальная доска.